# موجات الحر والجفاف الأوروبية 2018

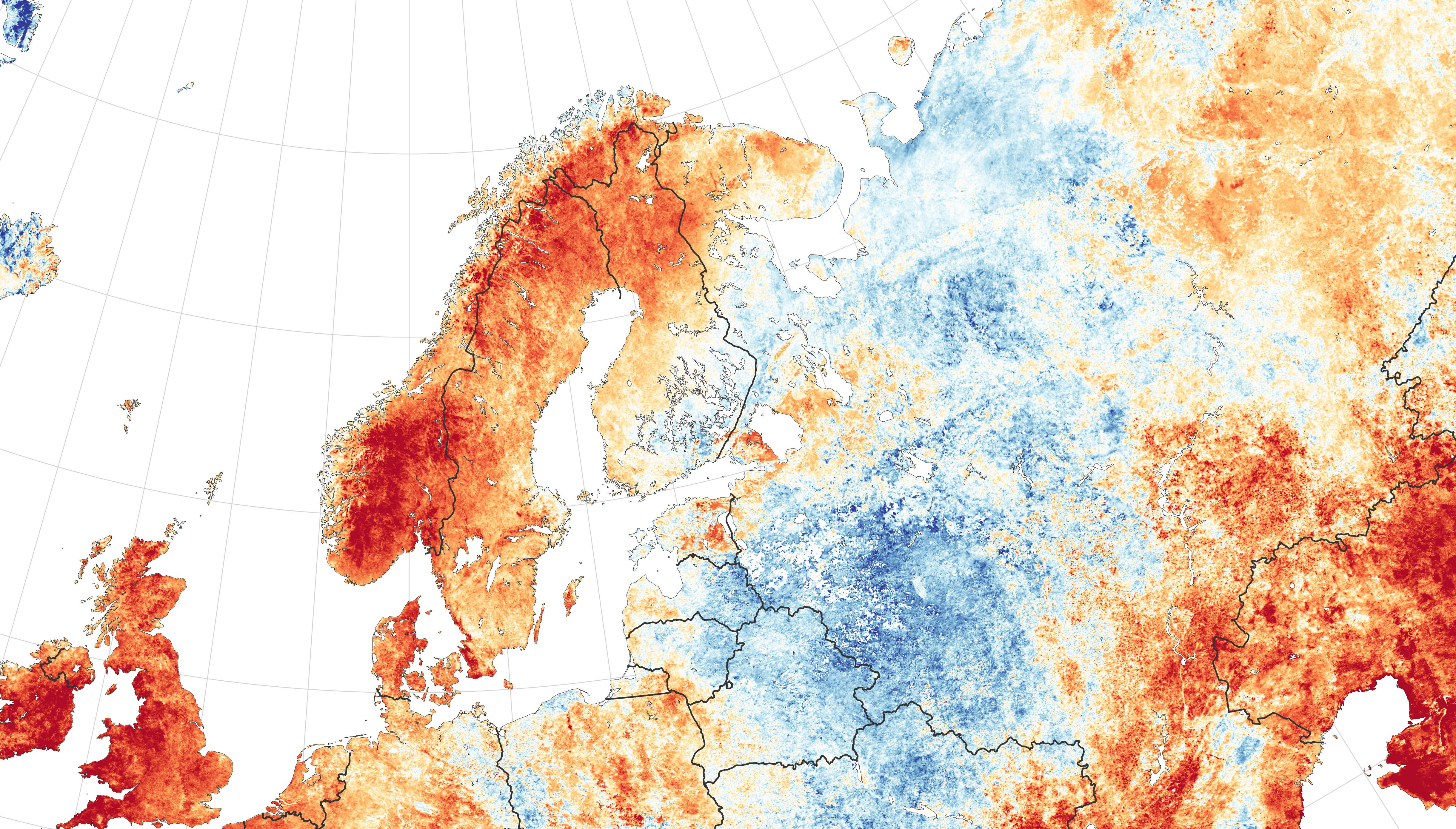
تقلب غير طبيعي في درجة الحرارة في شمال أوروبا في تموز/يوليو 2018

موجات الحر والجفاف الأوروبية لعام 2018 هي فترة من الطقس الحار غير العادي أدت إلى درجات حرارة لم تسجل مسبقاً وحرائق غابات في أجزاء كثيرة من أوروبا خلال الربيع والصيف من عام 2018. وهي جزء من موجة حر أكبر تؤثر على نصف الأرض الشمالي بسبب تضعضع التيار النفاث عن وضعه المعتاد حيث يحصر هواء ذو ضغط مرتفع فوق شمال أمريكا وأوروبا وآسيا ويمنع أنظمة الضغط المنخفض التي من شأنها جلب الهواء البارد والأمطار. وفقا لمرصد الجفاف الأوروبي معظم المناطق المتضررة من الجفاف هي في شمال ووسط أوروبا.

## بشكل عام
رُبطت موجة الحر الأوربية لعام 2018 بالاحتباس الحراري السريع في القطب الشمالي الناجم عن ظاهرة الاحتباس الحراري وذلك بناءاً على تقييم سريع من قبل الباحثين في المعهد الملكي الهولندي للأرصاد الجوية واتحاد عزو الطقس العالمي. وفقا لباحثين من جامعة أكسفورد فإن تغير المناخ يزيد من احتمالية حدوث موجات الحر إلى الضعف في العديد من الأماكن. موجة حر شمال أوروبا كانت بسبب تباطؤ أنماط من موجات التيار النفاث حيث منعت الهواء الحار والجاف من الانتقال بعيدا لشهرين. تم اعتبار الحرارة الشديدة السبب المسؤول عن حرائق الغابات والمحاصيل.

## المناطق

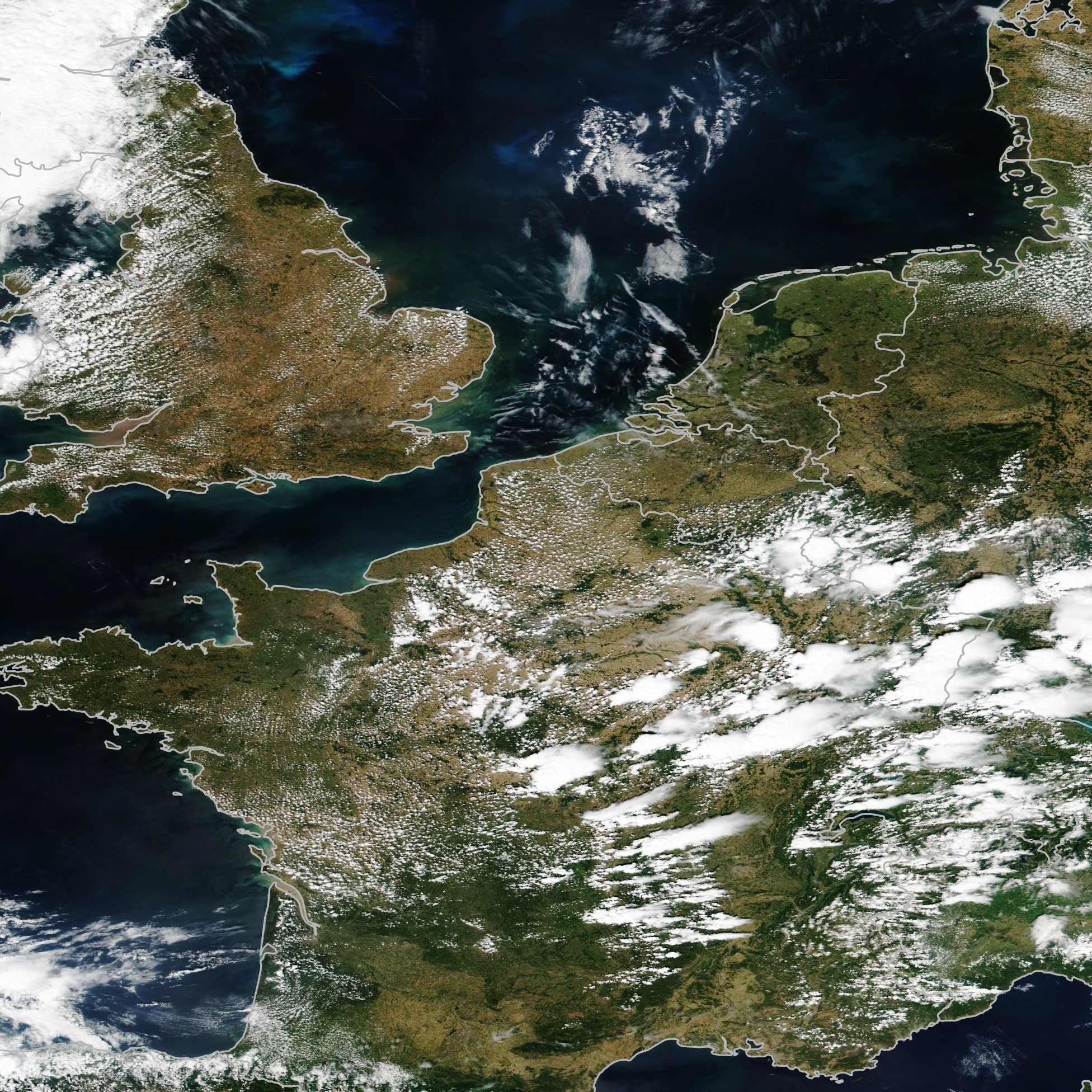
مشهد محترق من المملكة المتحدة وشمال غرب أوروبا في 15 تموز/يوليو 2018

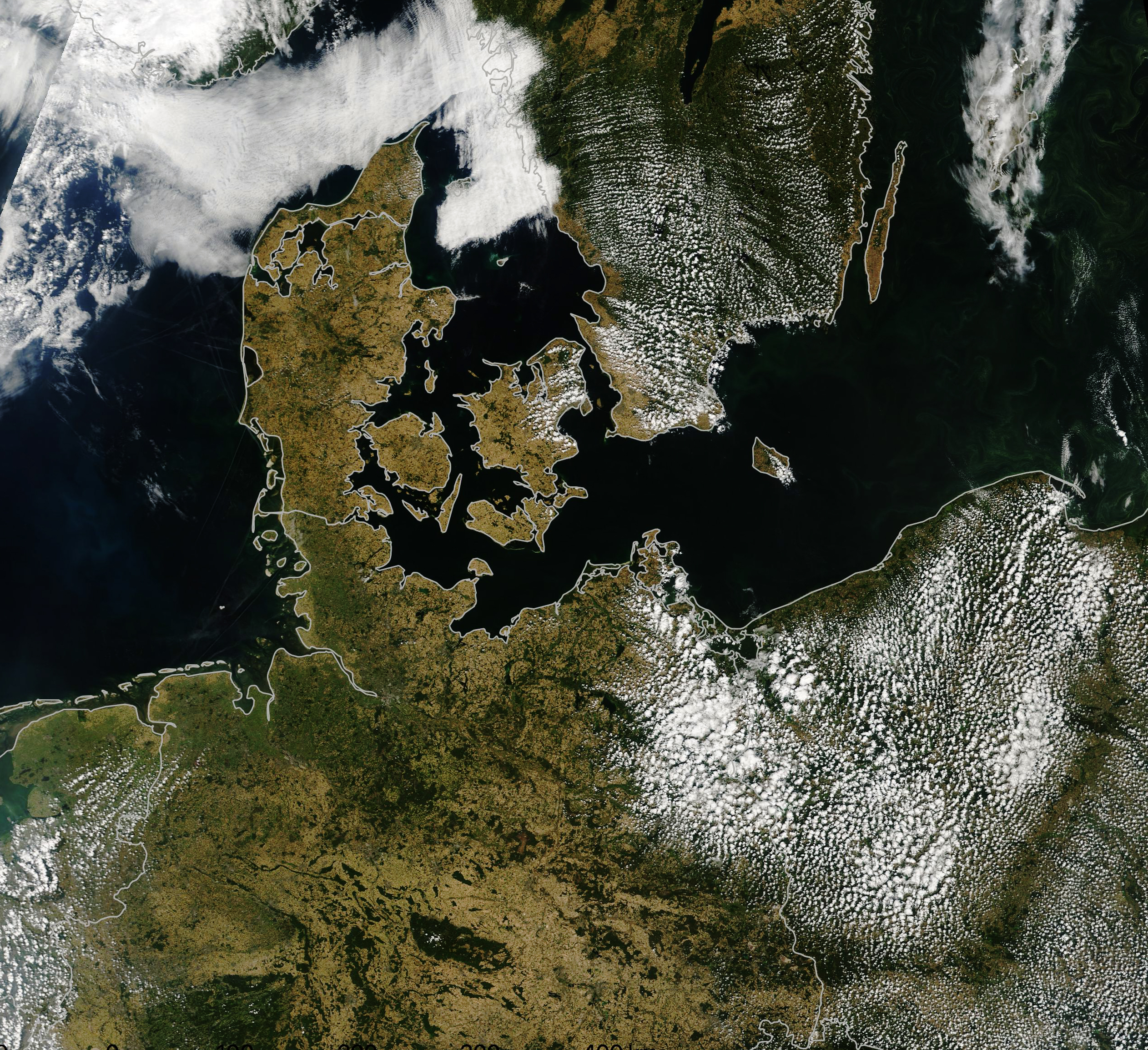
احمرار في شمال ووسط أوروبا في 24 تموز/ يوليو 2018.

### الدنمارك
الصيف في الدنمارك كان جاف ودافئ بشكل استثنائي وتم كسر العديد الأرقام المسجلة: وفقا لمعهد الأرصاد الجوية الدنماركي فإن شهر أيار/مايو لعام 2018 سجل أعلى درجة متوسطة على الإطلاق لذلك الشهر حيث كُسر الرقم القديم المسجل 1.2 °م (2.2 °ف) (بدأ تسجيلها في عام 1879)  وسجل أيضاً أعلى عدد ساعات شمسية مسجلة لذلك الشهر (بدأ تسجليها في عام 1920) وأعلى درجة حرارة سجلت في كوبنهاغن للشهر (بدأ تسجيلها في عام 1879) وكان أكثر شهر مايو جفافا في العقد الحالي. يونيو أيضاً سجل أعلى درجة حرارة متوسطة منذ 26 عاما والثالث بالأكثر جفافاً منذ بدء التسجيل في عام 1920. يوليو كان مشمساً أكثر من أي وقت مضى (بدأالتسجيل في عام 1920) وكان الأكثر جفافا ودفئا من أي وقت مضى (بدأ التسجيل في عام 1879). ليلة الثلاثين السابقة ليوم الواحد والثلاثين من تموز/يوليو كانت ثاني أدفأ ليلة مسجلة على الإطلاق.

### فنلندا
فنلندا شهدت درجات حرارة عالية جدا وجفاف، ومثل البلدان الاسكندنافية المجاورة لها كانت هناك عدة حرائق للغابات. بلدية اتسجوكي في الشمال الأقصى إلى الشمال من الدائرة القطبية شهدت رقما قياسيا لدرجة الحرارة حيث كانت 33.3 °م (92 °ف) في تموز/يوليو.

### اليونان
في 23 تموز/ يوليو اشتعلت حرائق الغابات في مناطق من أتيكا لتقتل 92 شخصا وتجلب اضراراً لأكثر من ألف مبنى. حيث كانت الكارثة الأكثر دموية مما يتم ذكره. ويقال أن سبب الحرائق قد يكون متعمداً إلى جانب موجة الحر التي تسببها الطقس الحار.

### لاتفيا
شهدت لاتفيا حرائق دمرت حوالي 25,000 أكر (10,000 ها) من الأراضي بما في ذلك الرخاخ والأحراش والغابات.

### ليتوانيا
أعلنت حكومة ليتوانيا حالة الطوارئ للجفاف.

### هولندا
أما هولندا فقد شهدت موجة  منالحرارة لمدة 13 يوما مابين 15 و 27 تموز/ يوليو وهي الأطول في البلاد منذ موجة الحر التي ضربت أوروبا عام 2006. أعلى درجة حرارة 38.2 °م (100.8 °ف) تم تسجيلها في أرسين, ليمبورخ في 26 تموز/ يوليو. وتخطط السلطات لنقص المياه في أجزاء كثيرة من البلاد.

### بولندا
حظرت السلطات الولوج لأكثر من 50 شاطئاً بسبب تفشي البكتيريا الزرقاء السامة التي تتشكل في المياه الدافئة.

### سويسرا
شهدت سويسرا أحر فترة نيسان/أبريل-تموز/يوليو منذ أن تم تسجيل الأحوال الجوية في عام 1864. وبالمثل، فقذ حطم عام 2018 الرقم القياسي لأقل الأمطار في الفترة نيسان/ أبريل-تموز/ يوليو منذ عام 1864. وبسبب الخوف من حرائق الغابات فقد حظرت السلطات تماما اشعال النار خارج المناز في كانتون فاليز وفي  وادي نهر الراين في جريسنس. ثمانية عشر من كانتونات سويسرا الستة والعشرين قيدت النار بالخارج بطريقة أو بأخرى.